# Queen Elizabeth Territorial Park
Der Queen Elizabeth Territorial Park ist ein Provinzpark im Süden der kanadischen Nordwest-Territorien. Abweichend von den meisten anderen kanadischen Provinzen, werden die Provinzparks im Nordwest-Territorium als Territorial Park bezeichnet. Der Territorial Parks liegt fast an der Grenze zur Provinz Alberta. Weiter südlich liegt nur noch der 60th Parallel Territorial Park.
Der Park liegt am Stadtrand von Fort Smith, am Slave River. Der Park ist über den Fort Smith Highway (Northwest Territories Highway 5) zu erreichen und grenzt an den örtlichen Flugplatz.
Der an der sogenannten Wood Buffalo Route gelegene Park hat 24 Stellplätze für Wohnmobile und Zelte und verfügt über einfach Sanitäranlagen. Außerdem gehört eine sogenannte Day Use Area zum Park.